# Bobby Carroll
Robert «Bobby» Carroll (Glasgow, Escocia, Reino Unido, 13 de mayo de 1938-11 de mayo de 2016) fue un futbolista escocés, conocido por haber anotado el primer gol del Celtic en competición europea. Se desempeñaba en la posición de extremo derecho.

## Carrera
Bobby llegó al Celtic el 22 de septiembre de 1957 procedente del Meadow XI FC. No obstante, disputó la temporada 1958-59 con este conjunto. Anotó 75 goles durante la misma, lo que le llevó a ser elegido mejor jugador juvenil del año 1959. Bobby recibió el trofeo que así lo acreditaba el 15 de mayo y un día después su equipo se proclamó campeón de la copa juvenil escocesa. Consecuentemente, se le concedió la oportunidad de jugar con el primer equipo del Celtic. Debutó en un partido de la Copa de la Liga disputado el 12 de agosto en el que el Celtic cayó derrotado por dos goles a uno frente al Partick Thistle.
El 26 de septiembre de 1962, Bobby formó parte del conjunto que viajó a Valencia para disputar en Mestalla la ida de una eliminatoria de la Copa de Ferias —esta competición fue la predecesora de la actual UEFA Europa League—. El Valencia, que se había proclamado campeón de la edición anterior, se impuso en aquel partido por cuatro tantos a dos. Bobby fue el autor de los dos goles del equipo visitante y se convirtió, por lo tanto, en el primer jugador en marcar un tanto en competición europea con el Celtic. En 1963, Bobby fichó por el Saint Mirren. Asimismo, jugó también para el Dundee United, el Coleraine y el Queen of the South antes de retirarse del deporte profesional.
Carroll falleció el 11 de mayo de 2016, dos días antes de su septuagésimo octavo cumpleaños.

### Trayectoria
| Club                     | País              | Temporadas | Partidos | Goles |
| ------------------------ | ----------------- | ---------- | -------- | ----- |
| Celtic F. C.             | Escocia           | 1957-1963  | 61       | 20    |
| Saint Mirren F. C.       | Escocia           | 1963-1965  | —        | —     |
| Dundee United F. C.      | Escocia           | 1965-1967  | 2        | 1     |
| Coleraine F. C.          | Irlanda del Norte | 1967-      | —        | —     |
| Queen of the South F. C. | Escocia           | —          | —        | —     |

### Citas
1. 1 2  «Death of former Celt, Bobby Carroll» (en inglés). Departamento de prensa del Celtic Football Club. 11 de mayo de 2016. Consultado el 12 de mayo de 2016.
2. 1 2  «Bobby Carroll, the scorer of Celtic's first European goal, dies aged 77» (en inglés). Sky Sports. 11 de mayo de 2016. Consultado el 12 de mayo de 2016.
3. 1 2  «Where are they now?». Celtic View 48 (13): 44-47.
4. 1 2  «The man who bagged Celtic's first Euro Goal». East Kilbride News: 76.
5. 1 2  «Top 10 European moments for Celtic FC» (en inglés). Thomson Sport. Archivado desde el original el 5 de marzo de 2016. Consultado el 12 de mayo de 2016.